# Marocco ai Giochi della XXIV Olimpiade
Il Marocco partecipò ai Giochi della XXIV Olimpiade, svoltisi a Seul, Corea del Sud, dal 17 settembre al 2 ottobre 1988, con una delegazione di 27 atleti impegnati in quattro discipline.

## Medaglie
| Medaglia | Atleta          | Sport            | Evento           |
| -------- | --------------- | ---------------- | ---------------- |
| Oro      | Brahim Boutayeb | Atletica leggera | 10000 m maschili |
| Bronzo   | Saïd Aouita     | Atletica leggera | 800 m maschili   |
| Bronzo   | Abdelhak Achik  | Pugilato         | Pesi piuma       |